# 久礼八幡宮

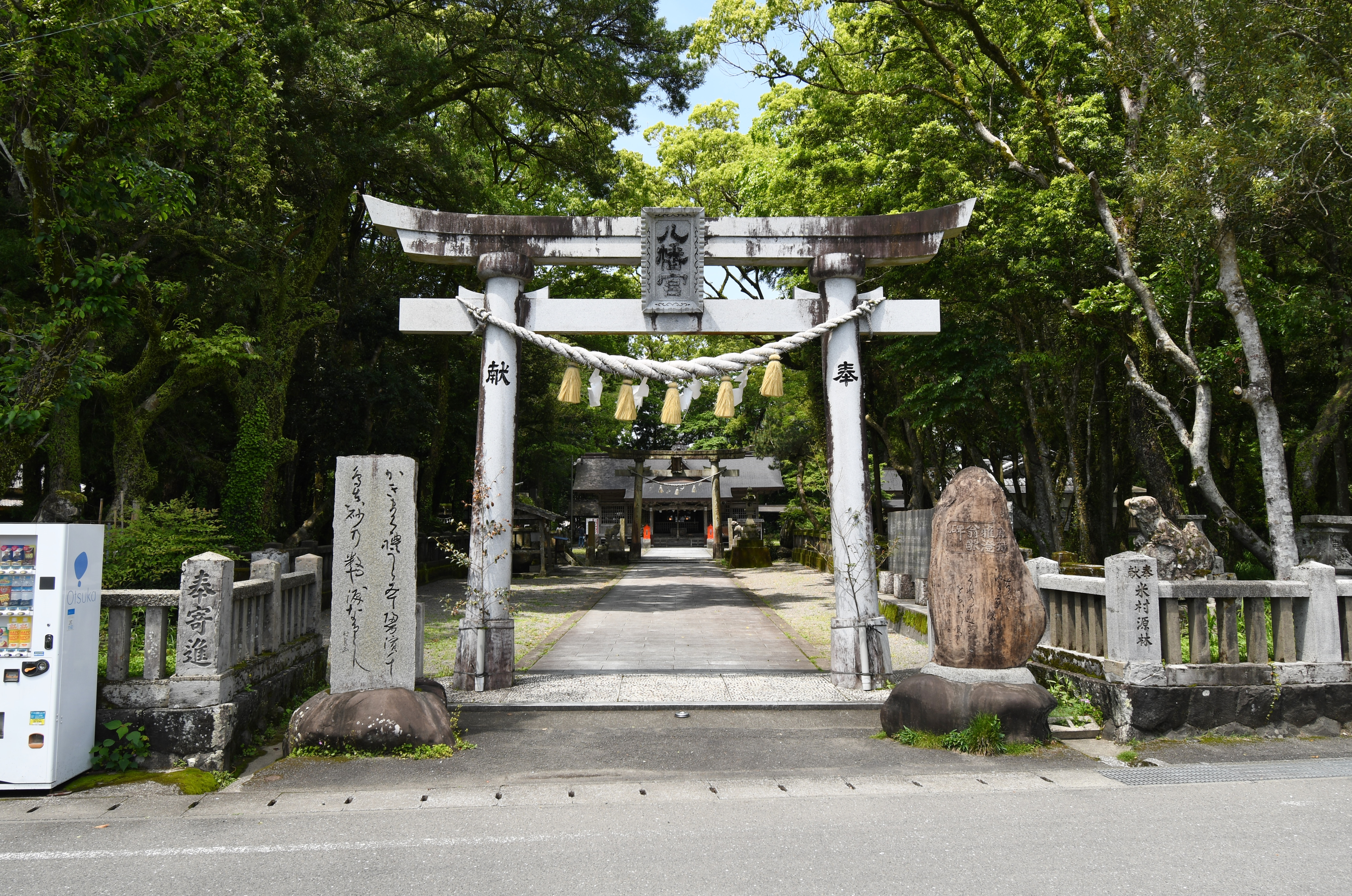
大鳥居

久礼八幡宮（くれはちまんぐう）は、高知県高岡郡中土佐町にある八幡宮。旧社格は県社。
安和（現・須崎市）、久礼、上ノ加江（中土佐町）の総鎮守で、海の守護神として古より漁業関係者に崇敬されている。

## 祭神
- 応神天皇
- 神功皇后
- 比売神
- 市杵島姫神
- 湍津姫神
- 田心姫神

かつては「正八幡宮」として応神天皇を、「宇佐八幡宮」として宗像三女神を祭っていたことが神社明細帳に書かれている。「正八幡宮」は佐竹氏が勧請したもので、「宇佐八幡宮」は元は隣町の上ノ加江の産土神であったものである。「宇佐八幡宮」の方が古くより祭られ、後に佐竹氏が「正八幡宮」を合祀したものと考えられる。
なお八幡宮の古在地である上ノ加江には、神功皇后を主神とする廣埜神社がある。

## 歴史
この神社は、1707年（宝永4年）宝永地震の津波による被害により記録を失ってしまったため詳細な由緒などについては不詳であるが、古くからこの地にある神社である。神宝の鰐口に明徳三年（1392年）とあり、久礼城主佐竹氏と推定される内蔵助が奉納したものとされる。現在の社殿は、文政8年（1825年）の再建で、江戸時代後期の建築様式である。

## 境内

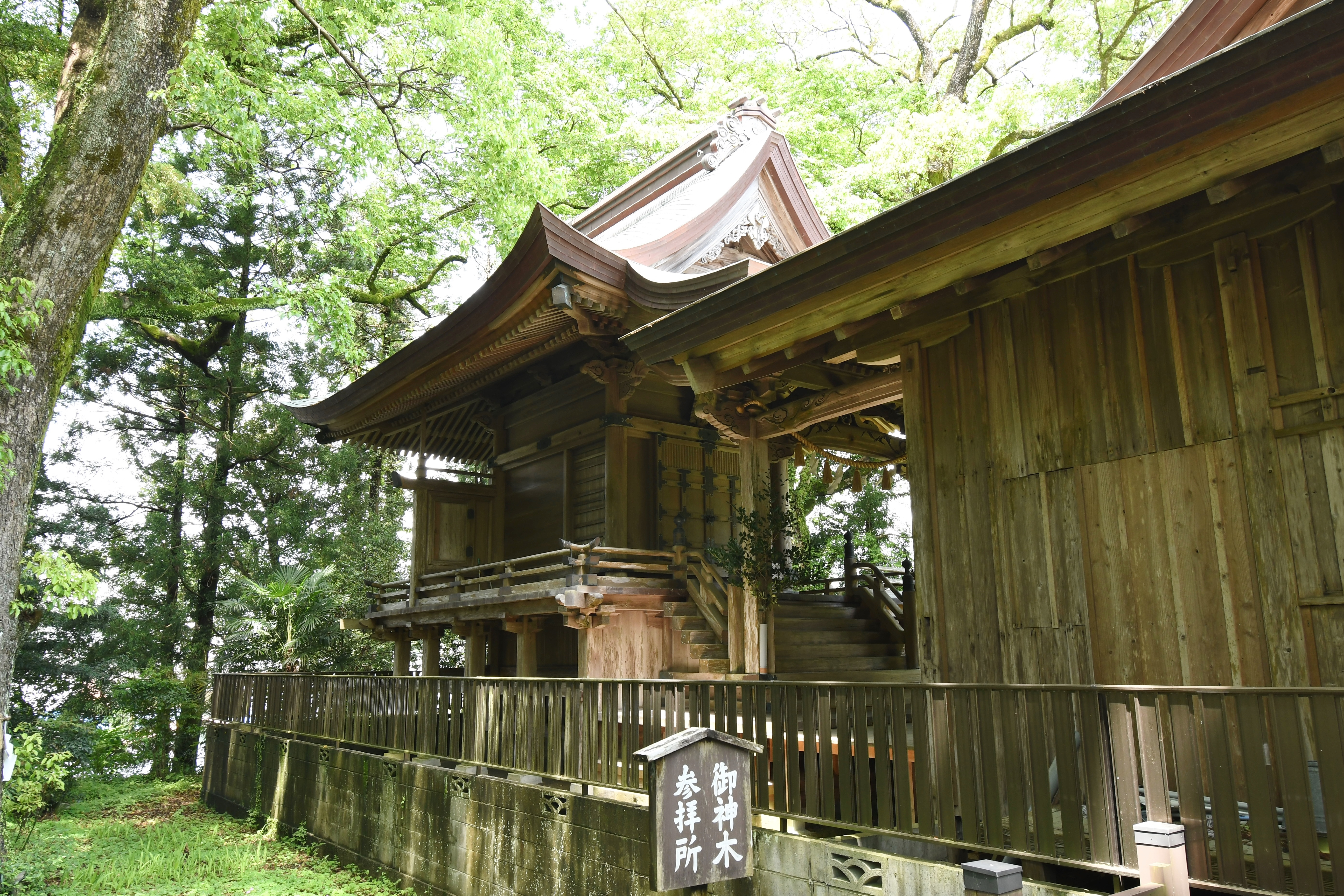
本殿
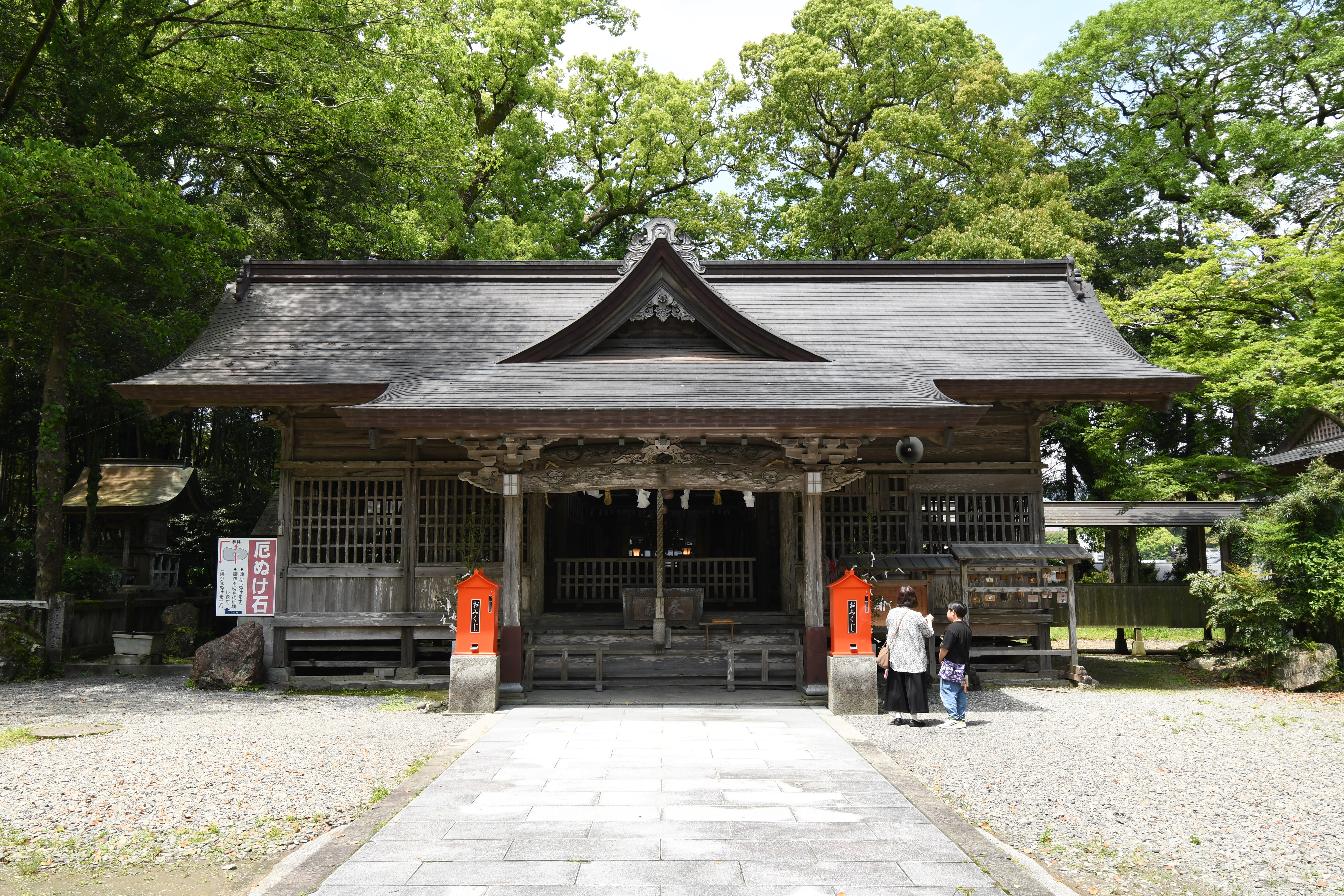
拝殿

## 主な行事
旧暦8月14日・15日には例大祭が執り行われ、14日未明には100貫余（約380kg）の大松明を先頭に練り進む御神穀祭が行われる。

## 文化財
- 高知県指定有形文化財
  - 銅戈
- 中土佐町指定有形文化財
  - 鰐口
- 中土佐町指定無形民俗文化財
  - 神事・奉堂地